# 마토마
마토마(Matoma, 1991년 5월 29일 ~ )는 노르웨이의 음악 프로듀서, DJ이다.